# Ryanggang
Ryanggang (Ryanggang-do; âm Hán Việt: Lưỡng Giang đạo) là một tỉnh ở Cộng hòa Dân chủ Nhân dân Triều Tiên. Tỉnh này giáp tỉnh Cát Lâm của Trung Quốc về phía bắc, Bắc Hamgyong về phía đông, Nam Hamgyong về phía nam và Chagang về phía tây. Ryanggang được lập năm 1954, khi được tách ra từ Nam Hamgyŏng. Tỉnh lỵ là Hyesan.
Dọc theo biên giới phía bắc với Trung Quốc là sông Áp Lục và sông Đồ Môn. Giữa hai con sông là núi Paektu nơi bắt nguồn của hai con sông
Một vụ nổ và đám mây hình cây nấm đã được phát hiện ở Kimhyŏngjik-gun ngày 9 tháng 9 năm 2004, ngày kỷ niệm 56 năm thành lập Cộng hòa Dân chủ Nhân dân Triều Tiên. Vụ này được báo cáo vài ngày sau, vào ngày 12 tháng 9. xem vụ nổ Ryanggang.  Lưu trữ ngày 9 tháng 10 năm 2004 tại Wayback Machine

## Đơn vị hành chính
Ryanggang được chia thành 1 thành phố ("Si") và 11 huyện ("Kun").
- Hyesan-si (혜산시; 惠山市)
- Kapsan-gun (갑산군; 甲山郡)
- Kimjŏngsuk-gun (김정숙군; 金貞淑郡)
- Kimhyŏnggwŏn-gun (김형권군; 金亨權郡)
- Kimhyŏngjik-gun (김형직군; 金亨稷郡)
- Paegam-gun (백암군; 白岩郡)
- Poch'ŏn-gun (보천군; 普天郡)
- P'ungsŏ-gun (풍서군; 豊西郡)
- Samjiyon-gun (삼지연군; 三池淵郡)
- Samsu-gun (삼수군; 三水郡)
- Taehongdan-gun (대홍단군; 大紅湍郡)
- Unhŭng-gun (운흥군; 雲興郡)